# Własność
Własność (łac. prioprietas) – stosunek prawny między osobą (indywidualną, grupą, korporacją lub państwem) a przedmiotem. Przedmiot ten może być materialny, jak meble, lub całkowicie stworzony przez prawo, jak patent, prawo autorskie czy renta; może być ruchomy, jak zwierzę, lub nieruchomy, jak grunt.
Z uwagi na zróżnicowanie przedmiotów własności oraz powiązanych z nią relacji prawnych, które zależą od kontekstu kulturowego, obowiązującego prawa, zwyczajów, systemu gospodarczego i pozycji społecznej podmiotów uprawnionych, nie istnieje jednolita, uniwersalna definicja własności. W związku z tym w teorii i praktyce wyróżnia się różne jej formy, takie jak własność prywatna, własność społeczna czy własność państwowa. W najbardziej podstawowym ujęciu własność oznacza sytuację, w której państwo lub społeczeństwo zapewnia właścicielowi ochronę przed ingerencją osób trzecich, umożliwiając mu wyłączność w korzystaniu z danej rzeczy, przy czym zgoda właściciela na jej użycie może być wstrzymana lub udzielona za odpowiednim wynagrodzeniem – niekoniecznie pieniężnym.

## Definicje własności

### Negatywna definicja własności
Wskazywała, że właściciel mógł czynić ze swoją własnością wszystko, co nie jest sprzeczne z prawem, zasadami współżycia społecznego i społeczno-gospodarczym przeznaczeniem prawa.
- Występowanie: Kodeks Napoleona, Bürgerliches Gesetzbuch, Zivilgesetzbuch.
- W polskim Kodeksie cywilnym z 1964 roku można wyróżnić negatywną stronę prawa własności, czyli możność wyłączenia przez właściciela ingerencji innych osób w sferę jego prawa, z pewnymi jednak ograniczeniami.

### Pozytywna definicja własności
Ustawodawca w regulacjach prawnych wyliczał uprawnienia właściciela pełnego.
- Pozytywna strona własności wyrażana rzymską triadą uprawnień: prawo posiadania, prawo korzystania i pobierania pożytków, zużycia rzeczy i prawo rozporządzania.
- Występowanie: Landrecht pruski z 1794 roku, Kodeks cywilny zachodniogalicyjski z 1797 roku, Allgemeines bürgerliches Gesetzbuch, tom X Zwodu Praw Cesarstwa Rosyjskiego z 1835 roku.
- W polskim Kodeksie cywilnym z 1964 roku można wyróżnić pozytywną stronę prawa własności, czyli uprawnienia – atrybuty składające się na prawo własności jako prawo podmiotowe.

## Własność w prawie polskim
Własność, to najszersze, podstawowe prawo rzeczowe, pozwalające właścicielowi korzystać z rzeczy i rozporządzać nią z wyłączeniem innych osób (ius disponendi) (w jego ramach właściciel korzysta z maksimum uprawnień względem rzeczy). Oznaką korzystania z rzeczy są uprawnienia do posiadania (ius possidendi), używania (ius utendi), pobierania pożytków i innych dochodów z rzeczy (ius fruendi) (pożytki rzeczy – naturalne, np. płody, jabłka z sadu i cywilne, np. czynsz z tytułu dzierżawy lub najmu, odsetki od pożyczki albo leasingu itp.) oraz dysponowania faktycznego rzeczą (ius abutendi) (przetwarzanie rzeczy, zużycie, a nawet zniszczenie). Z kolei przez rozporządzanie rozumie się uprawnienia do wyzbycia się własności (np. przeniesienie, zrzeczenie, czy rozrządzenie na wypadek śmierci) i do obciążenia rzeczy poprzez ustanowienie ograniczonego prawa rzeczowego, np. zastawu, hipoteki lub poprzez dokonanie czynności – zobowiązań dotyczących rzeczy o skutkach obligacyjnych, tj. oddanie w dzierżawę, najem, pożyczkę, leasing. Uprawnienia te nie stanowią granic prawa własności, które zakreśla obowiązujące ustawodawstwo. Co do zasady własność jest prawem niegasnącym wraz z upływem czasu.
Właściciel nie może ani korzystać z rzeczy, ani też nią rozporządzać w sposób sprzeczny z przepisami ustaw, zasadami współżycia społecznego czy społeczno-gospodarczym przeznaczeniem swego prawa. Właścicielem może być każdy podmiot prawa cywilnego (osoba fizyczna, osoba prawna, ułomna osoba prawna), z pewnymi wyjątkami, np. zgodnie z polskim ustawą o nabywaniu nieruchomości przez cudzoziemców właścicielem nieruchomości nie może być cudzoziemiec bez stosownego zezwolenia ministra właściwego do spraw wewnętrznych (z wyjątkami określonymi ustawą).
Współwłasność polega na tym, że własność tej samej rzeczy przysługuje niepodzielnie kilku osobom. Ochrona własności oparta jest na systemie roszczeń (windykacyjne lub negatoryjne), jakie przysługują właścicielowi w razie naruszenia jego prawa.
Własność jest funkcją rozwoju stosunków społecznych, politycznych i ekonomicznych. Na temat początków własności rzymskiej istnieje wiele hipotez. Powszechnie przyjmuje się, iż wcześniej wykształciło się prawo jednostki na rzeczach ruchomych, a dopiero później na nieruchomościach.
Własność przysługuje także w stosunku do zwierząt, które jednak nie są rzeczami (art. 1 ust. 1 u.o.z.). W zakresie nieuregulowanym przepisami o ochronie zwierząt stosuje się odpowiednio (tj. z zachowaniem tych przepisów) przepisy o rzeczach (art. 1 ust. 2 u.o.z.).

### Regulacja prawna
Prawo własności zostało uregulowane w kodeksie cywilnym:
- art. 140 – 154 – treść i wykonywanie własności;
- art. 155 – 194 – nabycie i utrata własności;
- art. 195 – 221 – współwłasność;
- art. 222 – 231 – ochrona własności;
- art. 9021 – 902² – przekazanie nieruchomości.

### Nabycie i utrata własności – charakterystyka ogólna
Różne sposoby nabycia własności są nie tylko określone w prawie cywilnym, ale także konstytucyjnym, administracyjnym, karnym i wykroczeń.
Podstawowe sposoby nabycia własności w prawie rzeczowym to:
1. przeniesienie własności na podstawie umowy
2. zasiedzenie
3. przemilczenie
4. zrzeczenie (od 15 lipca 2006 r. nie jest co do zasady możliwe zrzeczenie się własności nieruchomości[4])
5. nabycie w drodze egzekucji sądowej.

- Wśród sposobów właściwych prawu konstytucyjnemu i administracyjnemu wymienić należy:

1. nacjonalizację
2. wywłaszczenie.

- Prawo karne i prawo wykroczeń wyróżnia:

1. przepadek narzędzi, które służyły lub miały posłużyć do popełnienia przestępstwa albo wykroczenia
2. przepadek rzeczy pochodzących z przestępstwa albo wykroczenia (np. skradzionych).

- Nabycie dzieli się na:

1. nabycie pierwotne – nabywca nie otrzymuje prawa poprzednika, jego prawo jest zupełnie nowe (wyjątek zachodził, kiedy gmina nabywała własność nieruchomości, której właściciel się zrzekł, gmina ponosiła odpowiedzialność z nieruchomości za jej obciążenia)
2. nabycie pochodne – prawo zostaje takie samo, zmienia się jedynie podmiot (nabywca nie może nabyć więcej praw niż posiada zbywający).

### Sposoby nabycia własności
- Pierwotne sposoby nabycia własności:

1. zawłaszczenie (nabycie własności rzeczy ruchomej niczyjej przez jej objęcie w posiadanie samoistne – art. 181 KC)
2. zasiedzenie (nabycie własności wskutek upływu wymaganego czasu posiadania – art. 172 i 174 KC)
3. przemilczenie (nabycie własności rzeczy ruchomej wskutek braku zgłoszenia się dotychczasowego właściciela – art. 187 i 189 KC)
4. odłączenie pożytków naturalnych od rzeczy przez uprawnionego do ich pobierania – art. 190 KC
5. przetworzenie, pomieszanie, połączenie rzeczy ruchomych – art. 192 i 193 KC
6. nacjonalizacja
7. nabycie w drodze egzekucji sądowej

- Pochodne sposoby nabycia własności:

1. przez dziedziczenie – art. 922 § 1 i 925 KC
2. w drodze nadania przez władzę
3. przez umowę przenoszącą własność – art. 155 KC

### Przeniesienie własności
Przeniesienie przez umowy zobowiązujące do przeniesienia własności:
- Do przeniesienia własności rzeczy oznaczonej co do tożsamości wystarczy sama umowa zobowiązująca do przeniesienia własności rzeczy (np. umowa sprzedaży, zamiany, darowizny czy przekazania nieruchomości).
- Do przeniesienia własności rzeczy oznaczonej tylko co do gatunku lub rzeczy przyszłej potrzebne jest oprócz umowy zobowiązującej do przeniesienia własności rzeczy także przeniesienie jej posiadania.
- Do przeniesienia własności nieruchomości bezwzględnie konieczne jest zawarcie umowy w formie aktu notarialnego. Dotyczy to zarówno umowy zobowiązującej do przeniesienia własności, jak i przenoszącej własność.
- Do przeniesienia własności rzeczy ruchomych, zwierząt lub praw przepisy szczególne mogą wymagać zawarcia umowy w formie szczególnej, strony również mogą zastrzec taką formę pod określonym rygorem; zazwyczaj jednak umowa zobowiązująca do przeniesienia własności rzeczy ruchomej albo zwierzęcia i przenosząca własność nie wymaga zachowania formy szczególnej[5].

### Ograniczenia prawa własności
- prawo bliższości (w średniowieczu)
- regalia (w średniowieczu)
- prawo sąsiedzkie
- dawniej publicznoprawne ograniczenia z uwagi na dobro ogólne (po raz pierwszy ujęte w ZGB)

### Ochrona prawa własności
Środki ochrony własności to tzw. środki ochrony petytoryjnej: roszczenie windykacyjne oraz roszczenie negatoryjne. Oba roszczenia są wskazane w art. 222 kodeksu cywilnego. Dodatkowo właściciel może bronić się środkami ochrony posesoryjnej – chroniącymi posiadanie.

### Utrata prawa własności
Utrata prawa własności przez dotychczasowego właściciela może nastąpić w wyniku:
- celowego porzucenia rzeczy przez właściciela – dotyczy tylko rzeczy ruchomych
- nabycia własności istniejącej rzeczy przez inny podmiot w sposób pierwotny albo pochodny (np. zawarcia przez właściciela umowy o przekazaniu nieruchomości na rzecz gminy, w której granicach znajduje się nieruchomość lub Skarbu Państwa)
- zniszczenia rzeczy[6].

### Historia

#### Własność w średniowiecznej Polsce
- Określano ją jako dziedzictwo, dzierżenie wieczyste. Prawo średniowieczne nie tworzyło ścisłego wielkiego przedziału pomiędzy prawem własności a prawem na rzeczy cudzej. Własność zawierała prawo posiadania, użytkowania i – w dopuszczalnych przez prawo granicach – rozporządzania rzeczą i ustanawiania dziedzica. Typową dla średniowiecza była własność podzielona.
- Sposoby nabywania własności (pierwotne i wtórne): zawłaszczenie rzeczy niczyjej lub porzuconej, zasiedzenie, zdobycz wojenna, prawo nadbrzeżne, z tytułu polowania i rybołówstwa, przeniesienie w drodze umowy, dziedziczenie.

#### Własność w Rzeczypospolitej szlacheckiej
- Szlachecka własność ziemska była z reguły własnością alodialną (dziedziczoną, nie lenną).
- W XVII wieku w niektórych latyfundiach oddziaływała własność warunkowa: szlachta zależna dzierżyła ziemie na prawie lennym i podległa – również pod względem sądowym – swoim panom.
- O przeniesieniu tytułu własności nieruchomości przy jej nabyciu decydowało dokonanie wpisu (inskrypcji) do ksiąg sądowych.
- W XVI wieku w prawie ziemskim ograniczenia prawa własności nieruchomości z tytułu bliższości uległy osłabieniu: zgłoszenie zamiaru pierwokupu skrócono do 6 tygodni. Z kolei w prawie wiejskim prawo bliższości miało szerszy zakres.

#### Własność na ziemiach polskich w XIX wieku
- Kodeks Napoleona stwierdził, że właściciel nie może ze swego prawa czynić użytku zabronionego przez ustawy lub rozporządzania.
- Austriacki kodeks cywilny (ABGB) uregulował zasady własności burżuazyjnej. W określonych warunkach zachowano niektóre formy feudalnej własności ziemi.
- Niemiecki kodeks cywilny (BGB) stał na zasadzie pełnej własności prywatnej. Akcentował, że prawa właściciela nie są nieograniczone, ale najpełniejsze. Drobna i średnia własność zostały ograniczone licznymi przepisami administracyjnymi.